# Рон Сільвер
Рон Сільвер (англ. Ron Silver; 2 липня 1946 — 15 березня 2009) — американський актор.

## Біографія
Рон Сільвер народився 2 липня 1946 року в Нью-Йорку, в сім'ї єврейських іммігрантів зі Східної Європи. Батько Ірвінг Рой Сільвер працював у швейній промисловості, мати Мей Цимельман — вчителька. Закінчив нью-йоркську середню школу Stuyvesant у 1963 році. Навчався в Університеті штату Нью-Йорк в Буффало, потім в університеті Святого Іоанна де у 1970 році здобув ступінь магістра в галузі історії Китаю. Вивчав драматичне мистецтво в студії Герберта Бергофа та акторській студії. Через знання китайської мови, він отримав роботу в уряді США і вирушив до Тайваню на початку 1970-х років.

## Кар'єра
Акторську кар'єру почав на сцені в Нью-Йорку в 1971 році. У середині 1970-х почав грати на телебаченні та в кіно. Знімався у таких фільмах, як «Блакитна сталь» (1989), «Патруль часу» (1994) «Прибуття» (1996), «Алі» (2001).

## Особисте життя
Рон Сільвер був одружений з Лінн Міллер з 24 грудня 1975 по 1997 рік. У шлюбі народилося двоє дітей — син Адам (1979) і дочка Олександра (1983). Помер 15 березня 2009 року в Нью-Йорку від раку стравоходу.

## Вибіркова фільмографія
| Рік       |    | Українська назва               | Оригінальна назва          | Роль                     |
| --------- | -- | ------------------------------ | -------------------------- | ------------------------ |
| 1976—1978 | с  |                                | Rhoda                      | Гарі Леві                |
| 1976      | ф  |                                | Tunnel Vision              | доктор Мануель Лабор     |
| 1977      | ф  |                                | Semi-Tough                 | Влада Костов             |
| 1982      | ф  | Мовчазна лють                  | Silent Rage                | доктор Том Холман        |
| 1982      | ф  | Вічність                       | The Entity                 | Філ Снейдерман           |
| 1982      | ф  | Найкращі друзі                 | Best Friends               | Ларрі Вайсман            |
| 1983      | ф  | Сілквуд                        | Silkwood                   | Пол Стоун                |
| 1984      | ф  | Роман з каменем                | Romancing the Stone        | продавець                |
| 1984      | ф  | Гарбо розповідає               | Garbo Talks                | Гілберт Рольф            |
| 1987      | ф  |                                | Eat and Run                | Міккі МакСорлі           |
| 1989      | ф  | Вороги: історія кохання        | Enemies. A Love Story      | Герман                   |
| 1990      | ф  | Виворіт долі                   | Reversal of Fortune        | Алан Дершовіц            |
| 1990      | ф  | Блакитна сталь                 | Blue Steel                 | Юджин Гант               |
| 1992      | ф  | Дріт під напругою              | Live Wire                  | Френк Траверес           |
| 1993      | тф | Рятувальний модуль             | Lifepod                    | Терман                   |
| 1993      | тф | Наосліп                        | Blind Side                 | Даг Кейнс                |
| 1994      | ф  | Патруль часу                   | Timecop                    | сенатор Аарон МакКомб    |
| 1996      | ф  | Прибуття                       | The Arrival                | Філ Гордіан              |
| 1996—1997 | с  | Чиказька надія                 | Chicago Hope               | Томмі Вілметт            |
| 1996      | ф  |                                | Girl 6                     | режисер                  |
| 1996      | ф  |                                | Danger Zone                | Моріс Дюпон              |
| 1999      | тф |                                | Black and White            | Саймон                   |
| 2000      | тф | Затяжний стрибок               | Cutaway                    | лейтенант Брайан Маргейт |
| 2001      | ф  | Алі                            | Ali                        | Анжело Данді             |
| 2001      | с  | Практика                       | The Practice               | адвокат Джон Моклер      |
| 2001—2006 | с  | Західне крило                  | The West Wing              | Бруно Джанеллі           |
| 2004      | с  | Закон і порядок                | Law & Order                | Берні Адлер              |
| 2006      | ф  | Визнайте мене винним           | Find Me Guilty             | суддя Фінштейн           |
| 2006      | с  | Закон і порядок: Суд присяжних | Law & Order: Trial by Jury | Берні Адлер              |
| 2007      | с  | Розслідування Джордан          | Crossing Jordan            | Шеллі Левін              |
| 2007      | с  | Закон і порядок                | Law & Order                | Берні Адлер              |
| 2007      | ф  | Десять заповідей               | The Ten                    | Філдінг Барнс            |